# Ad Groenendijk
Adriaantje Wilhelmina (Ad) Batenburg-Groenendijk (Schoonhoven, 15 juli 1918–Vlaardingen, 3 februari 2018) was studente sociale geografie en verzetsstrijdster tijdens de Tweede Wereldoorlog.

## Levensloop
Groenendijk was de dochter van Herman Frans Groenendijk (1894–1997) en Johanna Catharina van der Haven (1891–1968). Haar vader was onderwijzer van beroep. Aan het begin van de Tweede Wereldoorlog studeerde Ad sociale geografie aan de Universiteit van Utrecht.

### Oorlog en verzet
Op zoek naar Joden, organiseerden de Duitse bezetters op 14 juli 1942 een grootschalige razzia in Amsterdam. Groenendijk ontfermde zich in de hoofdstad over negen rondzwervende Joodse kinderen. Zij bracht hen naar het ouderlijk huis van haar studiegenoot Jan Meulenbelt in Utrecht. Meulenbelt riep de hulp van een aantal medestudenten in, omdat de kinderen daar niet konden blijven. Hiermee zetten Groenendijk en Meulenbelt samen met Anne Maclaine Pont en Rut Matthijsen de eerste stap naar de oprichting van het Utrechts Kindercomité (UKC). Het UKC redde het leven van 360 Joodse kinderen van wie de ouders door de Duitsers waren opgeroepen, door hen op onderduikadressen buiten Amsterdam onder te brengen.

### Na de oorlog
Groenendijk trouwde met Jacob Frederik Batenburg. Ze overleed op 99-jarige leeftijd in Vlaardingen.